# Шеров, Эрлан
Эрлан Шеров (род. 19 июня 1998, Бишкек) — кыргызский дзюдоист, бронзовый призёр чемпионата мира 2024 года, чемпион летних Азиатских игр 2022 года, призёр чемпионатов Азии.

## Карьера
Эрлан Шеров занял второе место на чемпионате Азии 2015 года среди юношей до 18 лет в весовой категории до 81 килограмма. В 2017 году он занял третье место на чемпионате Азии среди юношей до 21 года, а в 2018 году одержал победу.
С 2019 года Шеров выступает в весовой категории до 90 килограммов. На Летней Универсиаде 2019 года Эрлан занял пятое место. На чемпионате Азии 2022 года Шеров дошёл до финала, но затем уступил японцу Сансиро Мурао.
На Азиатских играх 2022 года в Ханчжоу Шеров также вышел в финал и там одолел титулованного соперника из Узбекистана Давлата Бобонова. В апреле 2024 года Шеров выиграл бронзовую медаль чемпионата Азии в Гонконге.
Весной 2024 года на предолимпийском чемпионате мира, который состоялся в Объединённых Арабских Эмиратах, Шеров завоевал бронзовую медаль. В поединке за третье место он одолел соперника из Италии Кристиана Парлати.

## Награды
- Почётная грамота Кыргызской Республики  (2024) — за большой вклад в развитие физической культуры и спорта, выдающиеся спортивные достижения, а также подготовку квалифицированных спортсменов республики[4].